# Ismarus flavicornis
Ismarus flavicornis är en stekelart som först beskrevs av Thomson 1858.  Ismarus flavicornis ingår i släktet Ismarus, och familjen hyllhornsteklar. Arten är reproducerande i Sverige.